# أماندين بروسييه
أماندين بروسييه (ولدت في 15 أغسطس 1995 في شوليه) هي عداءة فرنسية متخصصة في سباق 400 متر. وصلت إلى أول منصة تتويج دولية بعدما فازت بالميدالية البرونزية في دورة الألعاب الجامعية الصيفية 2019 في نابولي. كانت أول دورة ألعاب أولمبية لها في طوكيو 2020. وكان أعلى مركز لها في التصنيف العالمي هو 21 في سباق 400 متر للسيدات. يمثل عام 2020 نقطة تحول بالنسبة لها مع أول لقب وطني لها في سباق 400 متر داخل الصالات في ليفين فييليه، و المركز الثاني في بطولة النخبة الفرنسية في ألبي. شاركت مع الفريق الفرنسي في تصفيات سباق سباق 4 × 400 متر تتابع للسيدات ضمن سباقات التتابع لألعاب القوى العالمية 2021 في تشورزو، تعتبر دورة الألعاب الأولمبية الصيفية 2020 في طوكيو أول مشاركتها الأولمبية، حيث وصلت إلى الدور نصف النهائي في سباق 400 متر فردي. وثاني مشاركتها الأولمبية كانت في دورة الألعاب الأولمبية الصيفية 2024 في باريس في تصفيات الفريق الفرنسي في سباق 4 × 400 متر تتابع للسيدات حيث أنهى الفريق المسابقة بتوقيت 3:21.41 في المركز الخامس. مع العداءات الفرنسيات سونكامبا سيلا، شانا غريبو، أليكس ديو، لويز مارافال.